# Philips Natuurkundig Laboratorium

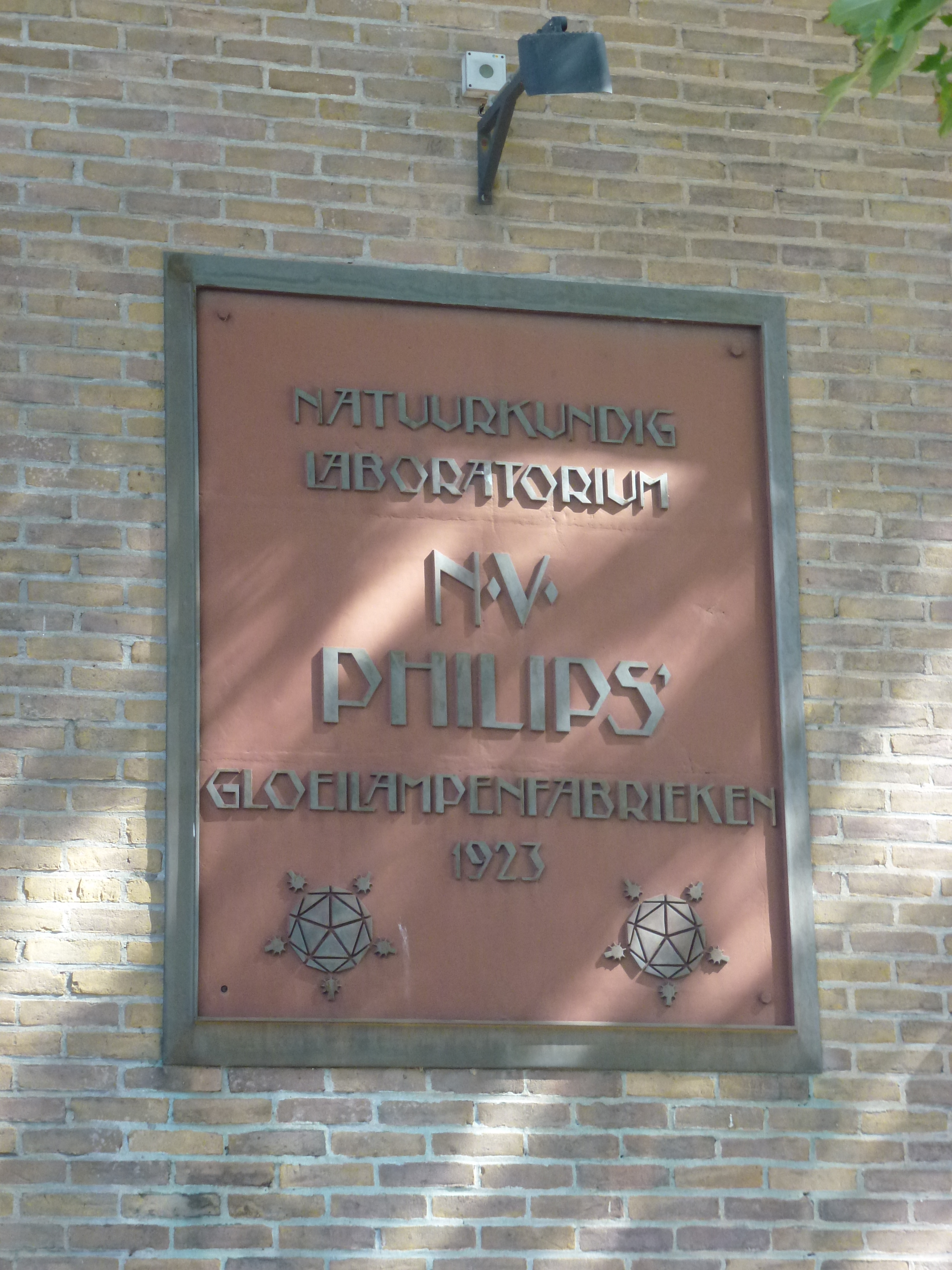
Placa de fachada del NatLab en Strijp S Eindhoven.

El Philips Natuurkundig Laboratorium (en neerlandés: Laboratorio Philips de Física) o NatLab fue la sección neerlandesa del departamento de investigación de Philips, que realizó investigación para las divisiones de productos de dicha empresa. Originalmente situada en el distrito de Strijp en Eindhoven, el complejo se trasladó a Waalre a principios de los años 1960. 
En 1975, el NatLab empleaba a 2000 personas, incluyendo 600 investigadores con títulos universitarios. La investigación realizada en el NatLab varía entre específica para los productos e investigación fundamental en electrónica, física y química, así como en ciencias de la computación y tecnología de la información.
El complejo de NatLab original fue desmantelado en 2001 y sus instalaciones se convirtieron en el High Tech Campus Eindhoven, que está abierto a investigadores de muchas empresas distintas. Philips Research sigue siendo uno de los grandes empleadores en el campus, aunque en mucha menor medida que en los días de NatLab. Philips Research tiene también ramas en Alemania, Reino Unido, Estados Unidos, India y China. Las partes de Philips Research fuera de los Países Bajos suponen alrededor de la mitad del trabajo realizado por Philips hoy en día.
Una relocación municipal en 1972 llevó de nuevo el complejo a Eindhoven, tras lo cual años más tarde la ciudad renombraría la calle en la que se situó el laboratorio en honor del primer director del centro, Gilles Holst.

## Historia
La historia del NatLab se puede dividir a grandes rasgos en tres periodos: 1914-1946, 1946-1972 y 1972-2001.

### Los inicios: 1914-1946
El NatLab se fundó en 1914 tras una decisión directa de Gerard y Anton Philips. En aquel momento Philips se estaba ramificando en diferentes áreas de la electrónica y necesitaba realizar investigación propia para respaldar el desarrollo de productos, así como para crear una cartera de patentes y reducir la dependencia de la empresa en terceras partes. Contrataron al físico Gilles Holst (el primer director), que reunió una plantilla consistente en Ekko Oosterhuis y un pequeño número de ayudantes de investigación. Esta fue la toda la plantilla científica del laboratorio durante la primera década. Holst mantuvo su puesto de director hasta 1946 y pasó este tiempo creando y manteniendo una atmósfera académica en las instalaciones en la que los investigadores tenían mucha libertad de acción y acceso a investigación y recursos externos. El acceso externo incluyó coloquios de algunos de los grandes físicos del momento (incluyendo a Albert Einstein en 1923).
La filosofía directiva hizo al NatLab muy diferente del resto de instalaciones y laboratorios de Philips. Al contrario que en otros laboratorios Philips, el NatLab se parecía más a los AT&T Bell Laboratories en Estados Unidos. La investigación no estaba limitada a investigación industrial, sino que también se realizaba mucha investigación fundamental en NatLab, como la de Bernard D. H. Tellegen y Balthasar van der Pol. Van der Pol fue contratado en 1922 para iniciar un programa de investigación en tecnología de radio. Este programa resultó en resultados publicables en las áreas de propagación de ondas de radio, teoría de circuitos eléctricos, armónicos y una buena cantidad de problemas matemáticos relacionados. Van der Pol estudió también el efecto de la curvatura de la Tierra en la propagación de ondas de radio.
El ayudante de Van der Pol, contratado en 1923, fue Bernard Tellegen. Comenzó trabajando en triodos e inventó (junto a Gilles Holst) el pentodo en 1926. El pentodo fue la pieza clave en la famosa radio Philips y pronto se hizo habitual en todas las radios y amplificadores del mercado. Tellegen también realizó investigaciones pioneras en el área de redes eléctricas. En 1925, Van der Pol incorporó a un estudiante de Delft, Johan Numans. Numans diseñó y construyó un transmisor de telefonía de onda corta controlado por cristal durante su periodo de prácticas. Este transmisor se hizo ampliamente conocido el 11 de marzo de 1927 cuando transmitió música y voz prácticamente sin distorsión entre puntos opuestos del planeta. Como resultado, se fundó el Philips Omroep Holland-Indië (en neerlandés: Estación Philips Holanda-Indonesia).

### Crecimiento y éxito: 1946-1972
En 1946 Holst fue sucedido por un triunvirato: el físico Hendrik Casimir (que más tarde se convertiría en el principal responsable de los tres y en miembro de la junta directiva), el químico Evert Verwey y el ingeniero Herre Rinia. Bajo su dirección, el NatLab experimentó sus mayores éxitos.
Para la compañía Philips como un todo, la época de Frits Philips llevó a la compañía a formar parte de las principales empresas de electrónica del mundo con 350 000 empleados en 1970. El NatLab creció junto con la empresa y se convirtió en un laboratorio de investigación de renombre mundial. En 1963 se diseñó un nuevo campus para el complejo en Waalre, con espacio para 3000 empleados (más que los que tenía ninguna universidad neerlandesa). El NatLab nunca llegó a esos números, sin embargo. El máximo estuvo en 2400 incluyendo las ramas en el extranjero que se habían creado. El NatLab se convirtió en una superuniversidad donde los mejores podían investigar en circunstancias prácticamente perfectas (libertad académica completa, sin necesidad de dedicar tiempo a la docencia, presupuesto casi ilimitado...). Kees Schouhamer Immink, pionero digital y uno de los principales científicos del NatLab, afirmó sobre la atmósfera en el laboratorio: «Podíamos realizar cualquier investigación que consideráramos relevante, y no teníamos tareas predeterminadas; en su lugar, recibíamos completa libertad y apoyo para la investigación autónoma. Íbamos a trabajar sin saber lo que haríamos ese día. Esta visión -o visión bastante ambigua- sobre cómo debe realizarse la investigación llevó a increíbles inventos como resultado. Era el cielo de la innovación».
El resultado fue una gran cantidad de resultados comerciales y fundamentales, incluyendo la cinta de casete en 1962, el tubo de cámara Plumbicon y el Video Long Play disc, que supuso la base tecnológica para el disco compacto en 1980. También se obtuvieron resultados en el campo de los circuitos integrados: Else Kooi inventó la tecnología LOCOS y Kees Hart y Arie Slob desarrollaron el I²L (lógica de inyección integrada) a principios de los años 1970.
Dick Raaijmakers (bajo el seudónimo Kid Baltan) y Tom Dissevelt realizaron investigación fundamental en los primeros sintetizadores, resultando en el desarrollo de la música electrónica y el jazz.

### El final: 1972-presente
El periodo bajo la dirección de Casimir fue una época de grandes éxitos y logros en el NatLab. Pero tras su retiro en 1972 se sucedió un periodo de descenso y pérdida.
En 1973, comenzando con la crisis del petróleo, el largo periodo de crecimiento económico llegó a su fin y las empresas dejaron de poder permitirse grandes y caros departamentos de investigación. Con la realidad económica, la creencia en el valor estimulante de la investigación fundamental también pareció desaparecer. Además de esto, varias malas decisiones de la dirección del NatLab provocaron la caída en desgracia del complejo frente a la junta directiva de Philips (incluyendo el desarrollo de los malogrados videodiscos, la videograbadora Video 2000 y la falta inicial de respaldo a los discos compactos).
El disco compacto había sido iniciado e impulsado por el departamento de audio, aunque el investigador del NatLab Kees Schouhamer Immink jugó un papel fundamental en su diseño. Para el grupo industrial «Audio» y el NatLab, el desarrollo de un disco de audio óptico de tamaño reducido empezó en 1974. La calidad de sonido de este disco debía ser superior a la de los grandes y vulnerables discos de vinilo. Para conseguir esto, Lou Ottens, director técnico de audio, formó un grupo de proyecto de siete personas. Vries y Diepeveen fueron miembros de este grupo. En marzo de 1974, durante una reunión Audio-VLP, Peek y Vries recomendaron un registro de audio digital ya que se incluiría un código corrector de errores. Vries y Diepeveen construyeron un codificador-descodificador corrector de errores que fue entregado en el verano de 1978. El descodificador estaba incluido en el prototipo de reproductor de CD que se presentó a la prensa internacional. Para conmemorar este avance, Philips recibió un IEEE Milestone Award el 6 de marzo de 2009. Este avance también llamó la atención de Sony, que inició una cooperación con Philips que resultó en junio de 1980 en un estándar común de sistema CD.
La situación global de Philips empeoró y a finales de la década de 1980 la bancarrota parecía una posibilidad real. Bajo la dirección de Kees Bulthuis, la situación de la investigación fundamental a largo plazo en el NatLab se vio sometida a más y más presión, especialmente después de que Philips introdujera la financiación descentralizada. Bulthuis redujo los presupuestos de investigación en el equivalente a 60 millones de euros en tres años. Cientos de empleados del NatLab fueron despedidos y se cerraron departamentos, incluyendo todo el departamento de matemáticas en Bruselas. Para 1989 el NatLab, que había estado anteriormente en el presupuesto de la junta directiva, obtuvo dos tercios de sus ingresos de contratos con la división de productos. Esto hizo que el rol del NatLab fuera mucho más limitado que antes: se convirtió en una fuente de expertos más que en una fuente de innovación. En 1998, cuando Arie Huijser llegó al cargo de director general de investigación, los investigadores Joseph Braat, Rudy van de Plassche y Kees Schouhamer Immink dimitieron, acelerando así el declive del NatLab. En una entrevista en un periódico, Immink afirmó que la dirección de investigación era un caos, lo que arruinaba la atmósfera de trabajo. Como resultado se eliminó la libertad académica. La investigación fundamental, la llevada meramente por curiosidad científica, sufrió fuertes restricciones y se le dio prioridad a los intereses a corto plazo de las divisiones de productos.
En el 2000, Philips decidió dar una nueva dirección al NatLab y al terreno en que se asentaba y optaron por transformarlo y venderlo como una instalación de innovación abierta para empresas tecnológicas, de las cuales Philips Research era solo una más. El nombre elegido para estas nuevas instalaciones fue High Tech Campus Eindhoven, que reemplazó completamente al antiguo NatLab. Esta decisión también se ajustó con la nueva dirección elegida por la compañía, «Salud y estilo de vida».
Philips también se deshizo de ramas como la de iluminación y semiconductores (que formó la independiente NXP), lo que redujo el tamaño de Philips Research en el complejo a 200 personas en 2016.

## Personal notable
| Personal               | Notas |
| ---------------------- | --- |
| Hendrik Casimir        | Fue un físico neerlandés conocido por su investigación en el modelo de dos fluidos de superconductores (junto con C. J. Gorter) en 1934 y el efecto Casimir (junto con D. Polder) en 1948. Fue director del NatLab entre 1946 y 1972. |
| Balthasar van der Pol  | Sus principales intereses fueron la propagación de ondas de radio, la teoría de circuitos eléctricos y la física matemática. El oscilador de Van der Pol, uno de los modelos de autooscilación no lineal más utilizados, lleva su nombre. Recibió la medalla de honor IEEE en 1935. |
| Kees Schouhamer Immink | Fue pionero en la era de la grabación digital de audio, vídeo y datos, incluyendo medios como el disco compacto, el DVD y el Blu-ray. Ha sido un ingeniero prolífico e influyente, con más de 1100 patentes a su nombre. Recibió la Medalla de honor IEEE en 2017, «por contribuciones pioneras a la tecnología de grabación de vídeo, audio y datos, incluyendo el disco compacto, el DVD y el Blu-ray», la Medalla Edison IEEE en 1999 y un premio Emmy personal en 2004. |
| Bernard Tellegen       | Fue un ingeniero eléctrico neerlandés e inventor del pentodo y el gyrator. También es conocido por un teorema de teoría de circuitos, el teorema de Tellegen. Ganó la Medalla Edison IEEE en 1973 «por una carrera creativa de logros significativos en teoría de circuitos eléctricos, incluyendo el gyrator». |
| Dick Raaymakers        | Fue un compositor, autor de teatro y teórico neerlandés. Es conocido por ser pionero en el campo de la música electrónica y electroacústica. |
| Andries Rinse Miedema  | Fue un científico neerlandés que desarrolló un modelo para los efectos de aleación en metales conocido como modelo de Miedema. |
| Carlo Beenakker        | Es un físico neerlandés. Es conocido por sus contribuciones a la física mesoscópica y es profesor en la Universidad de Leiden. |